# Montes Teneriffe
I Montes Teneriffe sono una struttura geologica della superficie della Luna.